# Tafí Viejo megye
Tafí Viejo egy megye Argentína északnyugati részén, Tucumán tartományban. Székhelye Tafí Viejo.

## Népesség
A megye népessége a közelmúltban a következőképpen változott:
| Év   | Lakosság |
| ---- | -------- |
| 2001 | 107 867  |
| 2010 | 121 638  |